# Gerrit Krolbrug
De Gerrit Krolbrug was van oorsprong een pontonbrug (schipbrug) over het Van Starkenborghkanaal in de Nederlandse stad Groningen, waar in 1993 aan weerszijden een tuibrug is bijgeplaatst. De pontonbrug is in 1936 en 37 tegelijk met het kanaal aangelegd en bediende het autoverkeer, maar is in 2021 verwijderd na een aanvaring. In 2029 hoopt men een nieuwe brug klaar te hebben. De tuibruggen voor fietsers en voetgangers zijn in 1993 geplaatst en werden niet beschadigd, maar waren door de op- en afgang met traptreden lastig in het gebruik. In 2024 zijn daarom bij de westelijke tuibrug twee tijdelijke hellingbanen in gebruik genomen. De brug is vooral voor fietsers een belangrijke verbinding van de Groninger binnenstad naar het noordoosten.

## Constructie en beheer
Zoals destijds gebruikelijk was de vooroorlogse brug geklonken, niet gelast.
Aan de zuidkant, bij de Korreweg, scharnierde de brug op een landhoofd, aan de noordkant rustte hij op een ponton. Een ballastwagen drukte door zijn gewicht de pontonkant vast op het noordelijke landhoofd, zodat de brug niet bewoog door de druk van wind of verkeer, in tegenstelling tot andere pontonbruggen. Als de brug open moest, werd de ballastwagen langs rails naar de scharnierkant gebracht, zodat hij niet meer op de pontonkant van de brug drukte. Het drijfvermogen van het ponton duwde de brug dan omhoog, zodat die vrijkwam en opengedraaid kon worden. De pontonbrug functioneerde daardoor als draaibrug.
Na een aanvaring door een tankschip in mei 2021 bleek de pontonbrug zo zwaar beschadigd dat hij niet ter plaatse hersteld kon worden en is hij over het kanaal naar een werf gebracht. De landhoofden zijn nog aanwezig. 
Het kanaal en de pontonbrug zijn eigendom van Rijkswaterstaat, de vaste fietsbruggen van de gemeente Groningen.:7 Deze zijn in 1993 toegevoegd omdat de smalle brug een knelpunt voor het verkeer was.  

## Naamgeving
Tot 2005 stond de brug bekend als de Korrebrug of de Korrewegbrug, vanwege zijn ligging aan het einde van de Korreweg. Tot eind jaren 1930, toen het Boterdiep in de stad nog een waterweg was, bevond zich aan het begin van de Korreweg, ter hoogte van de Rodeweg, een draaibrug die eveneens Korrebrug werd genoemd.
Nadat bekend werd dat de schrijver Gerrit Krol weer in Groningen kwam wonen, en wederom aan de Korreweg, besloot men de brug naar hem te vernoemen. Dit besluit was ingegeven doordat de schrijver een van zijn boeken opent met zijn terugkeer in de stad na een fietstocht. Krols tekst is te lezen op een plaquette aan het brugwachtershuis op de noordoever:
Na een lange fietstocht was ik pas terug in de stad wanneer ik het ronde bord '50 km' passeerde met daarboven de naam GRONINGEN, die mij zo vertrouwd was dat daar ook net zo goed GERRIT KROL kon staan vond ik.
Uit De oudste jongen (1998)

## Verkeer

### Fietsers

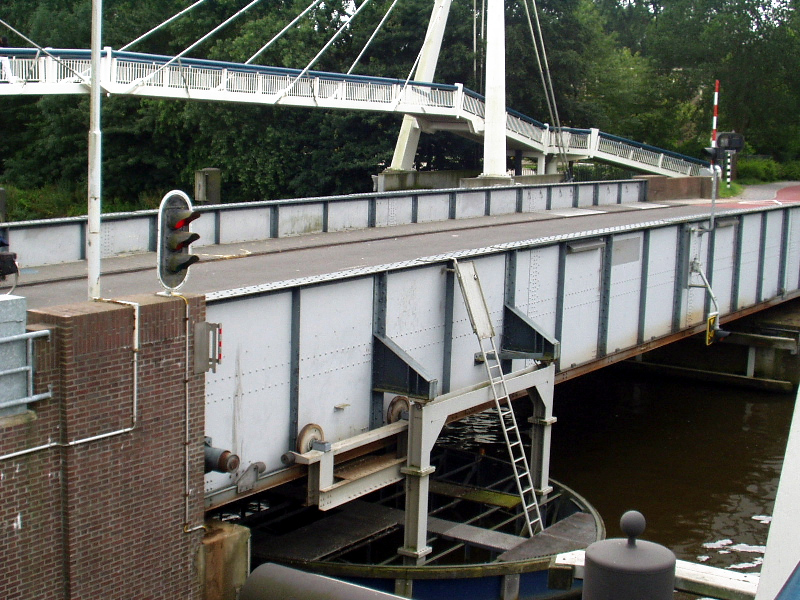
Op de voorgrond de ballastwagen, hangend aan rails. Daaromheen de vaste verbindingen tussen ponton en brug. Foto 2006.

Anno 2021 passeerden dagelijks 15.000 fietsers de brug, waarmee het een van de drukste verbindingen in Groningen is. De brug behoort tot het gemeentelijke hoofdfietsroutenetwerk en verbindt de Groninger binnenstad via het Heerdenpad met twee wijken: De Hunze en Beijum. Ook maakt zij deel uit van de doorfietsroute naar Bedum. 

### Binnenvaart
Voor de binnenvaart is de brug van groot belang: het Van Starkenborghkanaal "is de doorgaande snelweg van Amsterdam naar Duitsland, […] dat is levensader over het water." De inmiddels verwijderde brug werd van zaterdagavond tot maandagochtend wel overdag bediend, maar niet vroeg in de ochtend en laat op de avond. Op dinsdag tot vrijdag was er volcontinu bediening, daarbuiten alleen gedurende een deel van de dag. Op sommige feestdagen golden afwijkingen en bij windsnelheden boven windkracht 9 werd de bediening gestaakt.
Al voor de aanvaring was een vervanging van de brug gepland om dit deel van de Hoofdvaarweg Lemmer-Delfzijl op te waarderen van CEMT-klasse V naar Va, geschikt voor grote rijnschepen tot 110 meter lang.

### Gemotoriseerd verkeer
Voor auto's verbond de brug de Ulgersmaborg met Oud-Noord, de Korrewegwijk. Toen de brug versleten was mocht zwaar vrachtverkeer niet meer over de brug.

## Fiets- en loopbruggen
De dag en nacht bediende brug was jarenlang een verkeersknelpunt. Om de doorstroming van het wegverkeer te verbeteren is in 1993 aan beide zijden van de brug een tuibrug voor fietsers gebouwd. Gebruik is niet verplicht, maar fietsers en voetgangers kunnen hierlangs het kanaal oversteken als de centrale brug geopend is. Dankzij hun hoogte zijn de tuibruggen geen belemmering voor de scheepvaart, maar vanwege de steile hellingen was het wel noodzakelijk een hellingbaan met traptreden te gebruiken. Op 12 januari 2024 is er een tijdelijke fietsbrug zonder traptreden geplaatst, zie onder Vervanging.

## Storingen en onderhoud

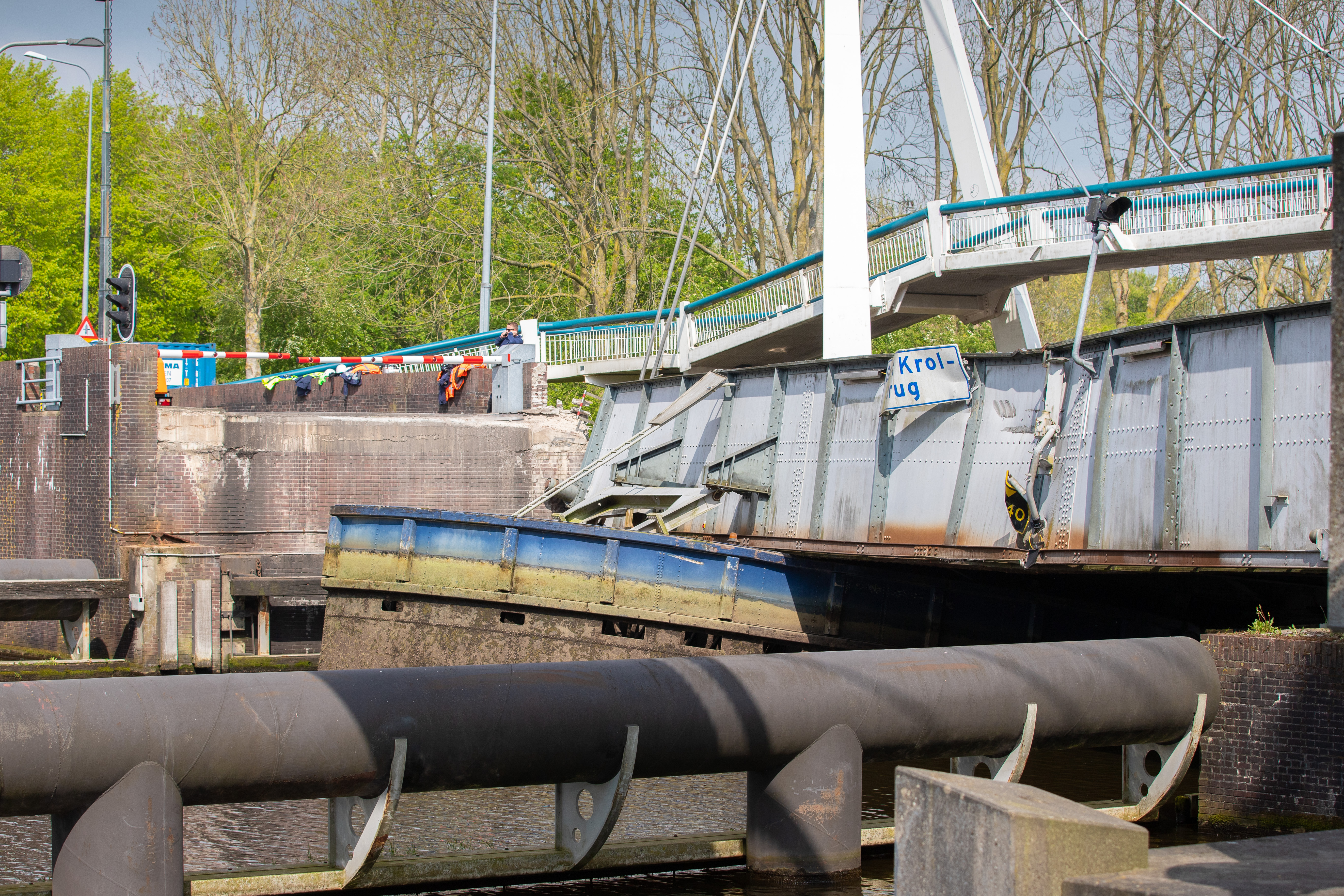
Schade aan de brug op 15 mei 2021, de dag van de aanvaring

De onderhoudskosten van de brug uit 1936 waren hoog, hij was versleten en storingsgevoelig en voorbij het einde van de technische levensduur. Om de levensduur te rekken mocht zwaar verkeer niet meer over de brug:8 Enkele bijzonderheden:
- In de winter van 2012 bleef de brug lange tijd opengedraaid staan, aanvankelijk vanwege het risico van vastvriezen in dichte stand, waardoor het scheepvaartverkeer gestremd zou raken, maar daarna vanwege vervanging van defecte onderdelen, die speciaal op maat gemaakt moesten worden.[12]
- Begin december 2014 raakte de brug opnieuw defect,[13] het duurde tot 25 december voordat de reparatie gereed was.[14]
- Op 28 april 2017 werd de brug aangevaren door een lege tanker, waarbij de ponton en een rail van het contragewicht beschadigd werden. Drie weken later kon de brug na reparatie en onderhoud weer gebruikt worden.[15][16][17]
- In de winter van 2018 stond de brug meerdere dagen open om te voorkomen dat de brug zou dichtvriezen en de scheepvaart gestremd zou raken.[18]

### Schade mei 2021

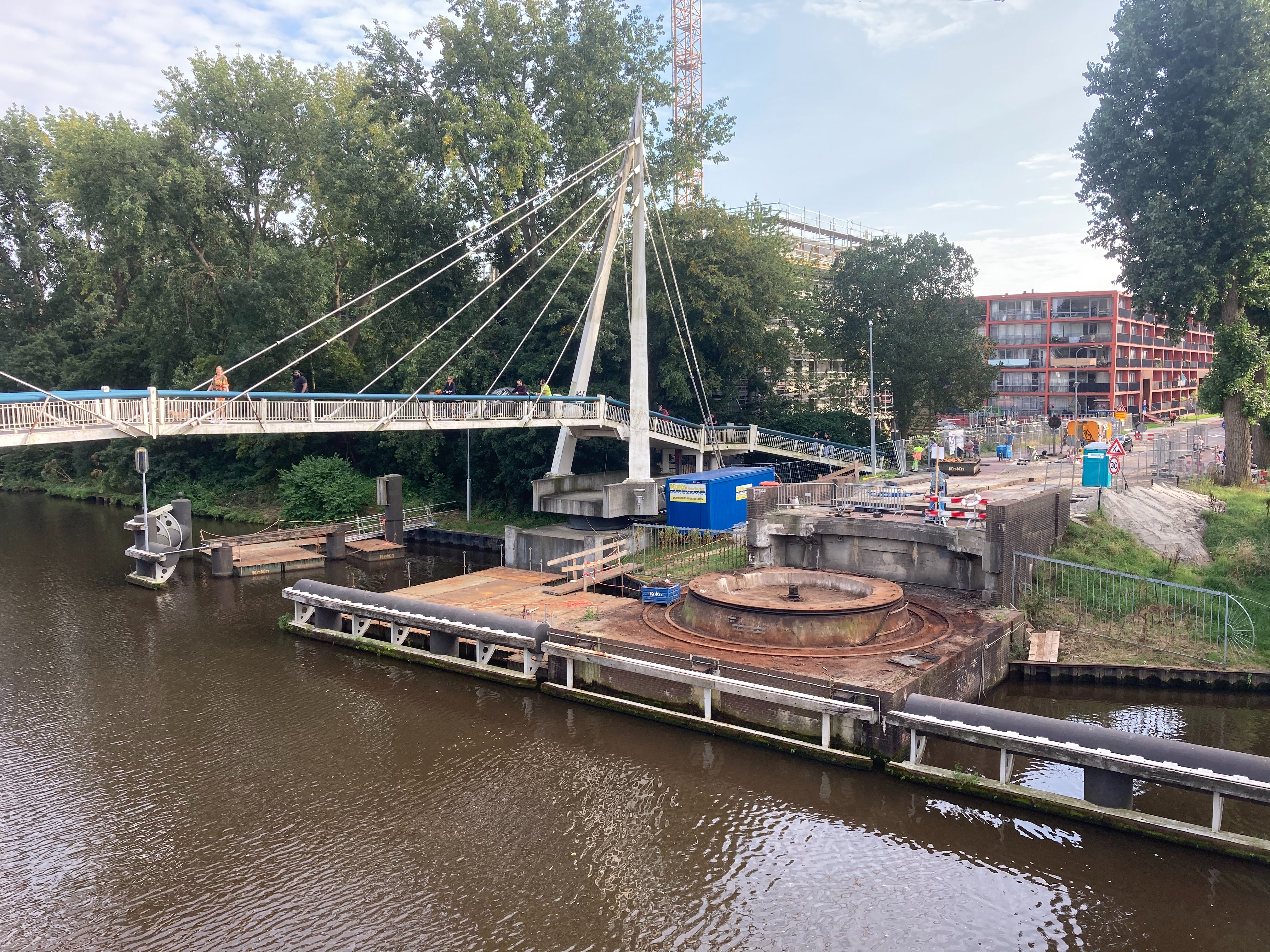
September 2021, gezien vanaf een van de tuibruggen: het bruggenhoofd aan de stadszijde, met het scharnierpunt van de pontonbrug.

De brug raakte op 15 mei 2021 rond 0:10 uur zeer zwaar beschadigd en ontwricht. Onderweg van Straatsburg naar de Eemshaven ramde de 110 meter lange binnenvaarttanker Bodensee vanuit het westen het draaibare deel van de brug. Overeenkomstig de bedieningstijden van de brug was er toen geen bediening.
Een persoon raakte lichtgewond: een scooterrijder die op de brug reed en ten val kwam. De landhoofden zijn beschadigd, maar de hoge tuibruggen hadden geen schade.
De pontonbrug werd op zondag vanaf 7 uur 's ochtends opgetakeld en met een tijdelijk ponton ondersteund. Rijkswaterstaat hoopte dat de brug daarbij terug zou buigen naar zijn normale vorm; zo niet dan moest de brug in geopende positie gelegd worden om de vaarweg vrij te maken. De openstelling van het kanaal liep vertraging op doordat een van de drijflichamen van de brugponton overbelast werd door de scheef hangende brug en in de loop van de zondag langzaam zonk. In de nacht van zondag op maandag pompte Rijkswaterstaat dit ondersteunende onderdeel leeg en plaatste het opnieuw onder de brug. Tijdens de reparatie weken enkele schepen tot 55 meter lengte (CEMT-klasse II) stapvoets varend uit naar de nauwe Diepenring, maar in het Van Starkenborghkanaal ontstond een wachtrij van tientallen schepen.
Nadat het brugdek over zijn draaipunt op de zuidoever was gelegd, werd de brug op maandagavond weer vrijgegeven voor de scheepvaart. Ook de bruggen voor fietsers en voetgangers kwamen toen deels beschikbaar. Voor autoverkeer zocht de gemeente naar een mogelijke noodvoorziening.
De Landelijke Eenheid van de politie onderzocht de zaak en stelde dat het schip in de nacht op de radar voer en de brug mogelijk niet opgemerkt heeft. Op een radarscherm vormen de pontonbrug en de fietsbruggen samen één streep. Er werden processen-verbaal uitgeschreven voor slecht zeemanschap en schuld aan de beschadiging van de brug. De schipper is aangehouden, een normale procedure bij dergelijke zware ongevallen. De 59-jarige Tsjechische schipper had geen alcohol of drugs gebruikt; het schip van rederij Neco Schifffahrt uit Weil am Rhein bleek technisch in orde te zijn en had geen zichtbare schade door de aanvaring.
Rijkswaterstaat legde conservatoir beslag op het schip, tot de verzekeraar een week later een bankgarantie gaf voor de aangerichte schade.

## Wierde
Eind 2022 zijn er archeologische opgravingen gedaan aan de ommelandse zijde (noordzijde) van de brug, waarbij een tot dan toe onbekende wierde gevonden werd, waar het kanaal doorheen gegraven was. De bovenste sporen liggen ondiep, nog geen meter onder de grond, maar in het landschap is geen verhoging te zien. De wierde strekt zich min of meer uit van het Wessel Gansfortcollege tot de stadskant van het kanaal. Zij lag aan een oude strang van de Hunze in de binnenbocht van een meander. Er hebben meerdere boerderijen gestaan en de vondsten beslaan enkele eeuwen voor en enkele eeuwen na het begin van onze jaartelling, toen de Romeinen in Nederland waren. Naast ploegsporen, maalstenen en aardewerk werden er slakresten gevonden, wat kan wijzen op ijzerproductie. In 2023 wordt verder onderzoek gedaan, mogelijk ook aan de zuidzijde. Volgens Rijkswaterstaat heeft het onderzoek geen gevolgen voor de vervanging van de brug.

## Vervanging
De provincie Groningen besloot in 2011 de brug op termijn te vervangen. Begin juni 2016 besloot ook het college van B en W van de gemeente Groningen dat de brug versleten was en er een nieuwe moest komen. Het zou een tafelbrug worden, met twee rijbanen, twee fietspaden en voetpaden. Een doorvaarthoogte van negen meter is nodig voor de steeds hogere vaartuigen op de vaarweg tussen Lemmer en Delfzijl. De investering werd geschat op 17,7 miljoen euro, waarvan de gemeente Groningen een half miljoen euro zou betalen. Rijkswaterstaat was opdrachtgever en men verwachtte de nieuwe brug in 2020 te kunnen realiseren. Daarna mikte men op 2023, maar in 2016 werd dat opgeschoven naar 2025.
Midden 2020 was men in een voorbereidingsfase. Daarin werden drie uitvoeringsvarianten bekeken: naast de tafelbrug waren dat een hefbrug en een bewonersvariant, een lage brug met vrijliggende fietspaden. In mei 2021, toen de brug zwaar beschadigd raakte, was er nog geen definitieve keuze gemaakt voor een brugtype. Geschat werd toen dat de nieuwe brug over vier à vijf jaar voltooid kon zijn. Tot aan de schade overwoog de gemeente om de oude brug elders te plaatsen.
In 2023 werd tot mei de streefdatum 2026 aangehouden voor de definitieve brug, daarna werd het 2029. Anno 2024 hoopt men dat de bouw in 2026 kan beginnen en in 2029 klaar zal zijn. 
Terwijl de fietsbruggen niet beschadigd werden bij de aanvaring van de autobrug, wordt het fietsverkeer wel gehinderd. Omdat er traptreden in de opritten zitten, mochten fietsers de autobrug gebruiken, maar die optie is er tot 2029 niet meer. Een tijdelijke brug voor voetgangers en fietsers is door diverse oorzaken vertraagd. Zo waren de oevers te slap en de damwanden te kort om de beoogde hellingbanen te dragen en was er op een van de oevers bijzondere, beschermde begroeiing aanwezig. Op 12 januari 2024 kreeg de westelijke fietsbrug hellingbanen op een steigerconstructie. De kosten voor deze tijdelijke oplossing waren 6,5 miljoen euro.